# マレイルアセト酢酸イソメラーゼ
マレイルアセト酢酸イソメラーゼ(Maleylacetoacetate isomerase、EC 5.2.1.2)は、以下の化学反応を触媒する酵素である。
4-マレイルアセト酢酸{\displaystyle \rightleftharpoons }4-フマリルアセト酪酸
従って、この酵素の基質は4-マレイルアセト酢酸のみ、生成物は4-フマリルアセト酢酸のみである。
この酵素は、異性化酵素、特にシス‐トランスイソメラーゼに分類される。系統名は、4-マレイルアセト酢酸 cis-trans-イソメラーゼ(4-maleylacetoacetate cis-trans-isomerase)である。この酵素はチロシンの代謝とスチレンの分解に関与している。

## 構造
2007年末時点で、この酵素の3つの構造が解かれている。蛋白質構造データバンクのコードは、1FW1、2CZ2、2CZ3である。